# Stephaneum
Das Gymnasium Stephaneum Aschersleben ist ein Gymnasium in Aschersleben (Sachsen-Anhalt). Als Gründungstag der Schule wird der 29. Juni 1325 angenommen, da hier die erste urkundliche Erwähnung vorliegt. Die dem Heiligen Stephanus geweihte Hauptkirche St.-Stephani der ältesten urkundlich erwähnten Stadt in Sachsen-Anhalt gab der Anstalt ihren Namen.

## Geschichte
Im Spätmittelalter standen die Fächer Theologie, Rhetorik, Geschichte, Poesie, Musik und die Sprachen Lateinisch, Griechisch, Hebräisch und Französisch auf dem Lehrplan. Thomas Müntzer war zu dieser Zeit des späten Mittelalters ein Lehrer an dieser Schule. 1616 verfasste der Schuldirektor, Paulus Michael, ein lateinisches Gedicht auf Aschersleben.
Im Jahr 1851 wurde die Schule in die Reihe höherer Anstalten aufgenommen, die das Recht hatten, Schüler zur königlichen Berliner Bauakademie zu delegieren. Seit 1860 wurde das Fach Englisch unterrichtet. Im Jahr 1864 durfte sich das Stephaneum Realschule 1. Ordnung nennen. Im Jahr 1875 konnte ein Schulneubau am Promenadenring in Nähe des Klosterhofes fertiggestellt werden. Dieser Standort ist bis zum heutigen Tag der Sitz der Schule. Im Jahr 1882 wurde die Schule ein Realgymnasium. 1913 wurde die Schule durch eine neuklassizistische Aula mit Stuckdecke und Wandpaneelen erweitert. Zum 600-jährigen Jubiläums der Lateinschule wurde die Aula 1925 mit farbigen Glasfenstern des Aschersleber Malers und Graphikers Walter Buhe ausgestattet; weiterhin wurde eine Orgel eingebaut. In der Zeit von 1953 bis 1990 nannte sich die Schule Erweiterte Oberschule Thomas Müntzer. Im Jahr 1991 erfolgte eine Rückbenennung zum Gymnasium Stephaneum. Nach Profilierung als Schule mit europäischer Orientierung wurde dem Stephaneum 1997 vom Kultusministerium des Landes Sachsen-Anhalt der Titel Europaschule verliehen.

## Bekannte Lehrer
- Oskar Berger (1862–1934), später Vorsitzender der Deutschen Turnerschaft; 1912 bis 1914 war er Oberstudiendirektor am Stephaneum
- Leonhard Christoph Rühl (1685–1741); von 1713 bis zu seinem Tod Konrektor am Stephaneum

## Bekannte Schüler
nach Geburtsjahr
- Johann Arndt (1555–1621), Pfarrer und nachreformatorischer Theologe[3]
- Adam Olearius (1599–1671), Schriftsteller, Gelehrter und Diplomat
- Gottfried August Bürger (1747–1794), Schriftsteller (u. a. Lügengeschichten des Baron von Münchhausen)
- Johann Daniel Ramdohr (1775–1866), Jurist
- Rudolf Christian Boettger (1806–1881), Chemiker
- Albert von Bennigsen-Foerder (1838–1886), preußischer Verwaltungsbeamter
- Walter Buhe (1882–1958), Heimatmaler und Grafiker
- Walter Friedrich (1883–1968), Biophysiker
- Frank Thiess (1890–1977), Schriftsteller
- Kurt Lebenstedt (1899–1945), Oberbürgermeister von Burg bei Magdeburg
- Fritz Eisenhuth (1912–1991), Agrarwissenschaftler und Hochschullehrer
- Ulrich Grunert (* 1952), Musikjournalist und Buchautor
- Neo Rauch (* 1960), Maler
- Sven Schulze (* 1979), Politiker (CDU)
- Marco Swiniartzki (* 1985), Historiker